# Súdánské letectvo
Súdánské letectvo (arabsky القوّات الجوّيّة السودانيّة‎) je letecká složka ozbrojených sil Súdánu. Hlavními dodavateli jeho vybavení jsou Sovětský svaz, Spojené státy americké, Francie a Rumunsko.

## Organizace
Po osamostatnění Jižního Súdánu v roce 2011 disponuje Súdánské letectvo dvěma hlavními základnami, jednak na Chartúmském mezinárodním letišti a pak základnou Wadi Seidna.

## Přehled letecké techniky
Tabulka obsahuje přehled letecké techniky letectva Súdánu podle Flightglobal.com.
| Název                             | Původ                   | Určení                      | Verze          | Ve službě      | Poznámky                             |                |
| Bojové letouny                    | Bojové letouny          | Bojové letouny              | Bojové letouny | Bojové letouny | Bojové letouny                       | Bojové letouny |
| --------------------------------- | ----------------------- | --------------------------- | -------------- | -------------- | ------------------------------------ | -------------- |
| Chengdu J-7                       | Čínská lidová republika | stíhací letoun              | F-7M Airguard  | 20             | Čínská kopie typu MiG-21             |                |
| MiG-21                            | Sovětský svaz           | stíhací letoun              |                | 4              |                                      |                |
| MiG-23                            | Sovětský svaz           | stíhací bombardér           | MiG-23BN       | 3              |                                      |                |
| MiG-29                            | Sovětský svaz/Rusko     | stíhací letoun              | MiG-29SE       | 11             |                                      |                |
| Nanchang Q-5                      | Čínská lidová republika | bitevní letoun              | A-5 Fantan     | 20             |                                      |                |
| Suchoj Su-24                      | Sovětský svaz           | taktický bombardér          | Su-24M         | 3              | Zakoupeny r. 2013 v Bělorusku        |                |
| Suchoj Su-25                      | Sovětský svaz           | bitevní letoun              |                | 15             |                                      |                |
| Šenjang J-6                       | Čínská lidová republika | stíhací letoun              | F-6            | 8              | Čínská licenční varianta typu MiG-19 |                |
| Dopravní a transportní letouny    |                         |                             |                |                |                                      |                |
| Antonov An-12                     | Sovětský svaz           | transportní letoun          |                | 7              |                                      |                |
| Antonov An-26                     | Sovětský svaz           | taktický transportní letoun |                | 6              |                                      |                |
| Antonov An-30/An-32               | Sovětský svaz           | taktický transportní letoun |                | 5              |                                      |                |
| de Havilland Canada DHC-5 Buffalo | Kanada                  | transportní/užitkový letoun | DHC-5D         | 1              | Charakteristiky STOL                 |                |
| Iljušin Il-76                     | Sovětský svaz           | těžký transportní letoun    |                | 1              |                                      |                |
| Lockheed C-130 Hercules           | USA                     | taktický transportní letoun | C-130H         | 1              |                                      |                |
| Vrtulníky                         |                         |                             |                |                |                                      |                |
| Bell 205                          | USA                     | víceúčelový vrtulník        |                | 2              |                                      |                |
| Bell 212                          | USA                     | víceúčelový vrtulník        |                | 3              |                                      |                |
| Mil Mi-2                          | Sovětský svaz           | lehký víceúčelový vrtulník  |                | 1              |                                      |                |
| Mil Mi-8/Mi-17/Mi-171             | Sovětský svaz/Rusko     | transportní vrtulník        |                | 23             |                                      |                |
| Mil Mi-24                         | Sovětský svaz           | bitevní vrtulník            |                | 41             |                                      |                |
| Cvičná letadla                    |                         |                             |                |                |                                      |                |
| Hongdu JL-8                       | Čínská lidová republika | cvičný letoun               | K-8 Karakorum  | 6              |                                      |                |

### Galerie

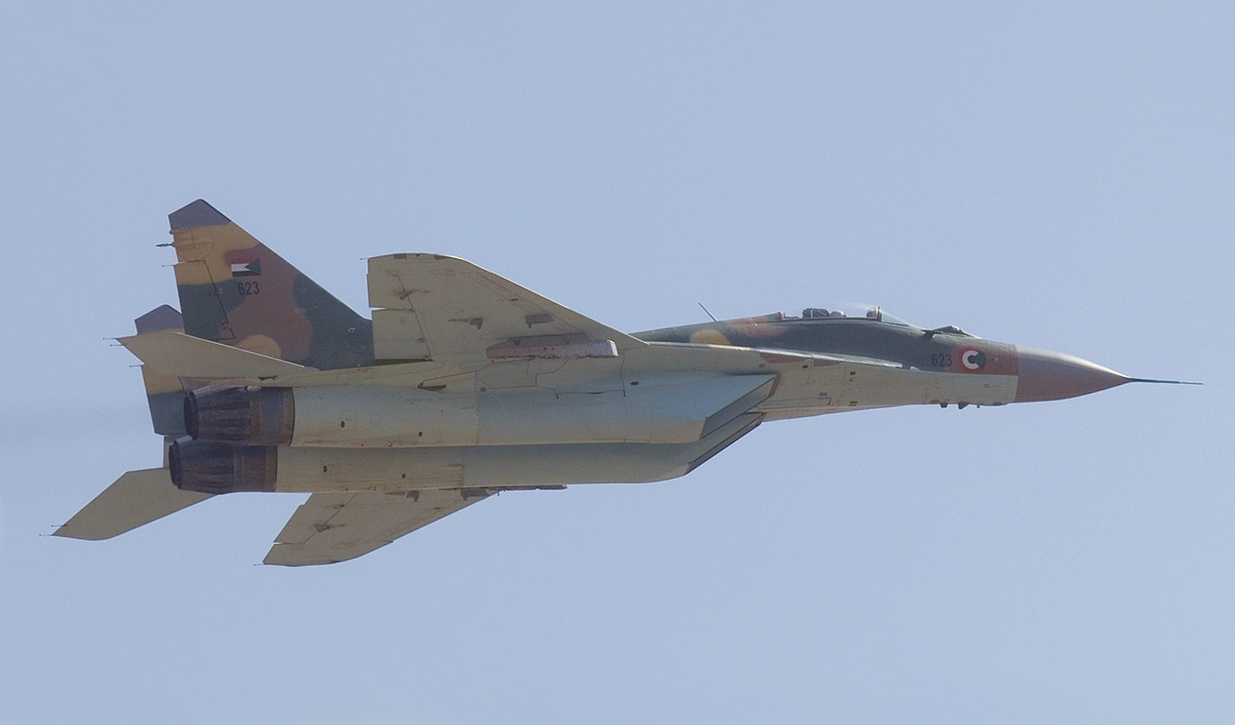
Súdánský MiG-29
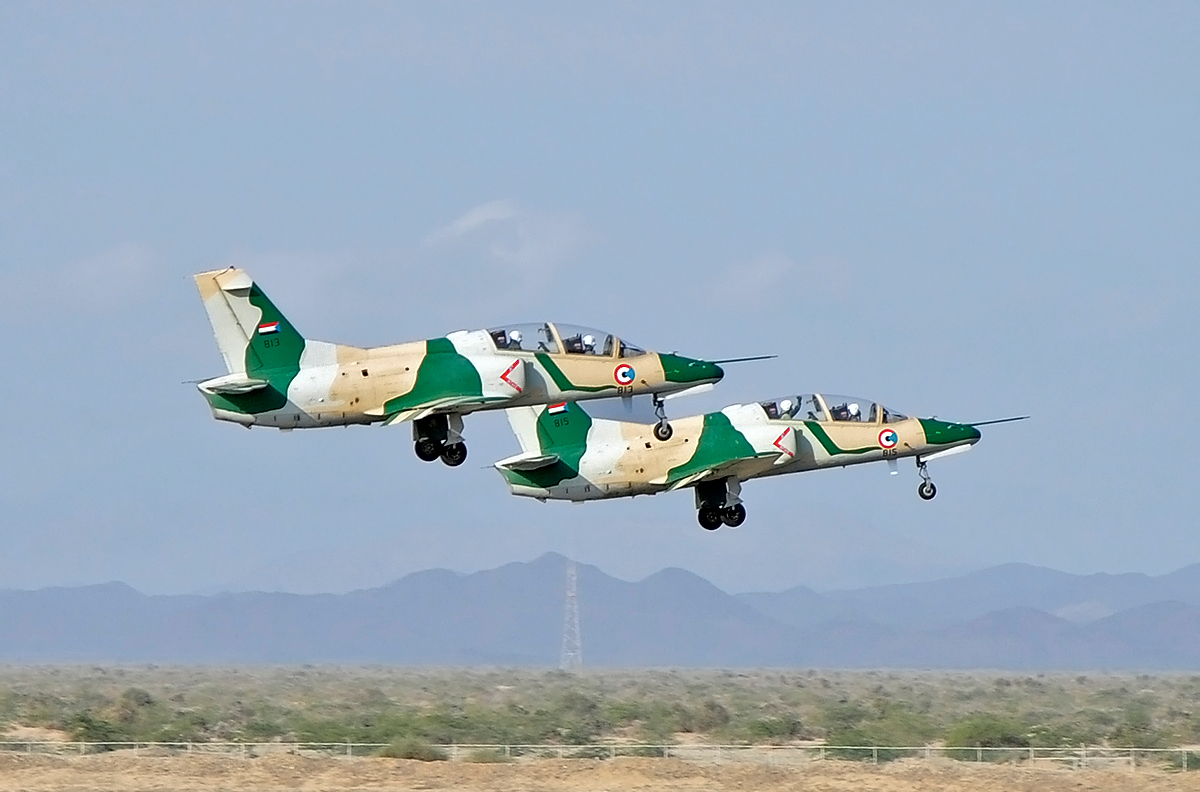
Súdánské Hongdu K-8
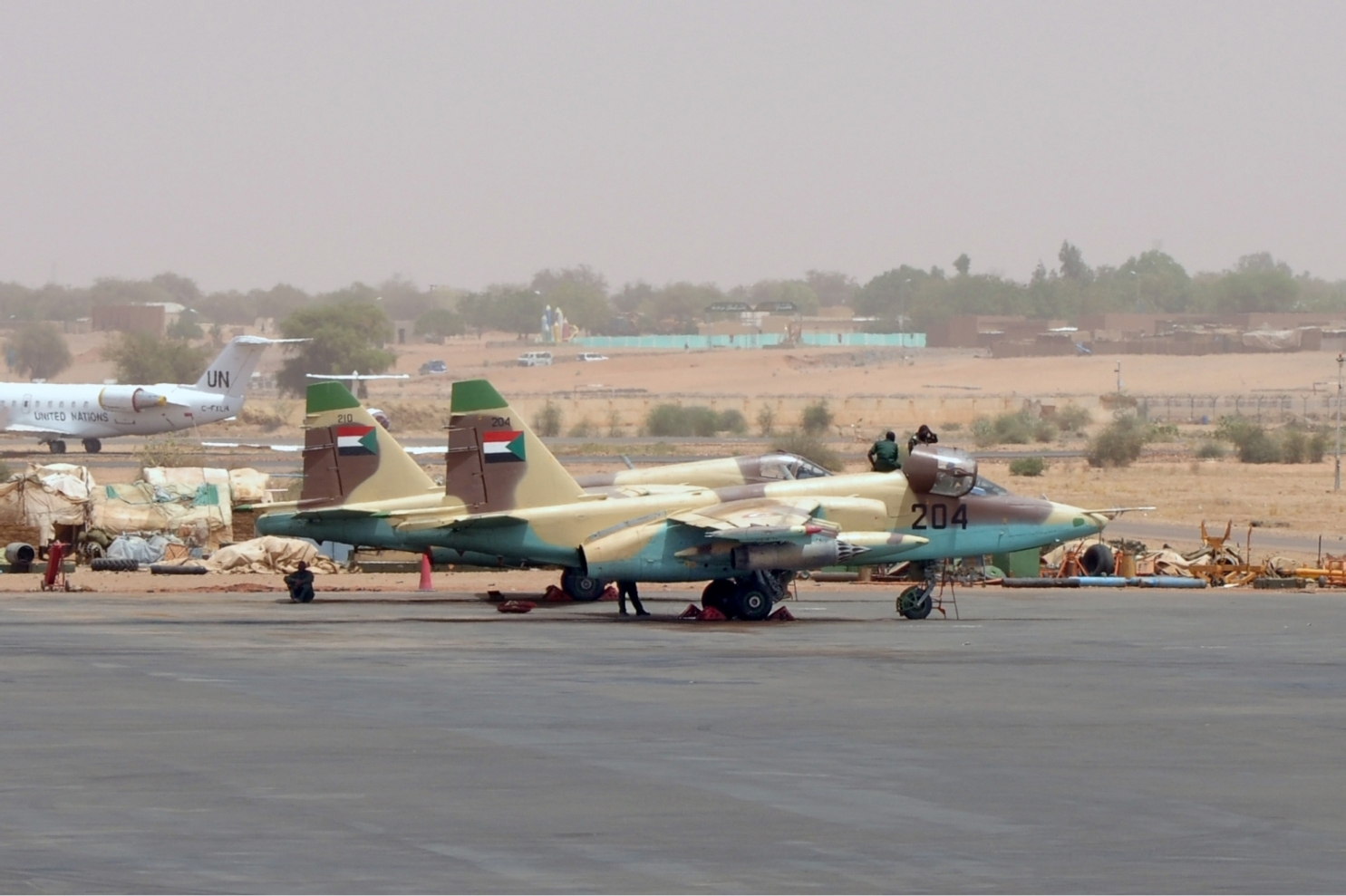
Súdánské Su-25
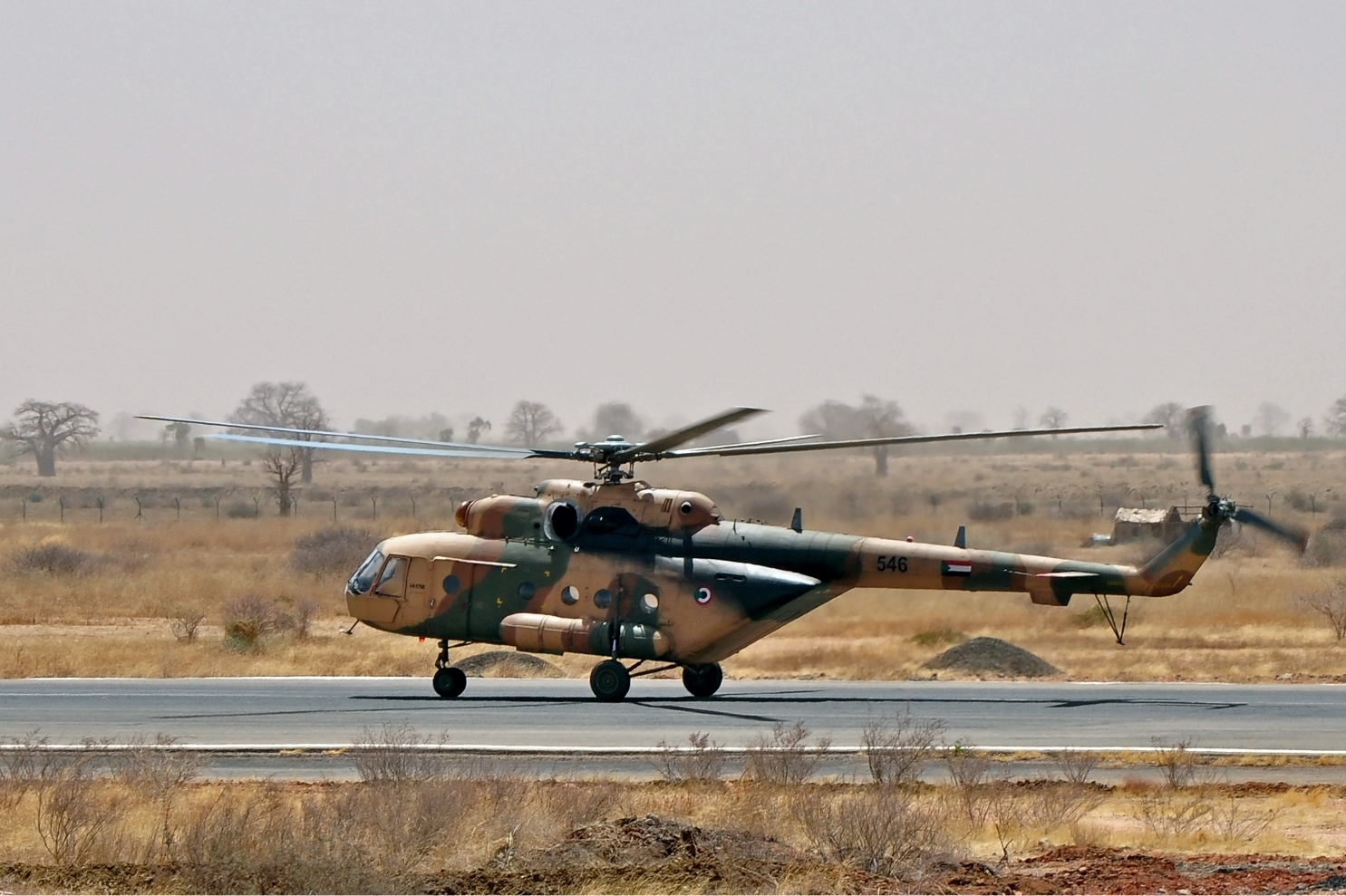
Súdánský Mil Mi-8